# Clase híbrida Vista Spirit
Los cruceros de la clase híbrida Vista Spirit es la culminación de dos diseños de cruceros. Carnival Corporation tenía dos diseños de barcos en competencia y muy similares, la clase Vista y la clase Spirit. El astillero italiano Fincantieri construyó barcos de la clase Vista para Holland America y P&O Cruises; y el astillero finlandés STX construyó barcos de clase Spirit para las marcas Carnival Cruise Line y Costa Cruceros. Ambos diseños incorporaron azipods, y eran barcos diseñados para poder cruzar el canal de Panamá, de alrededor de 90.000 toneladas brutas (GT).

## Unidades
| Año construcción | Buque             | Operador             | Astillero   | Tonelaje  | Bandera  | Notas                                                                                        | Imagen |
| ---------------- | ----------------- | -------------------- | ----------- | --------- | -------- | -------------------------------------------------------------------------------------------- | ------ |
| 2007             | Queen Victoria    | Cunard Line          | Fincantieri | 92.700 Tn | Bermudas |                                                                                              |        |
| 2009             | Carnival Luminosa | Carnival Cruise Line | Fincantieri | 92.700 Tn | Italia   | A partir de noviembre de 2022, navega como parte de la clase Spirit de Carnival Cruise Line. |        |
| 2010             | Costa Deliziosa   | Costa Cruceros       | Fincantieri | 92.700 Tn | Italia   |                                                                                              |        |
| 2010             | Queen Elizabeth   | Cunard Line          | Fincantieri | 92.700 Tn | Bermudas |                                                                                              |        |